# نیل گریفیتس (بازیکن فوتبال)
نیل گریفیتس (انگلیسی: Neil Griffiths؛ زادهٔ ۱۲ اکتبر ۱۹۵۱) بازیکن فوتبال اهل بریتانیا است.
از باشگاه‌هایی که در آن بازی کرده‌است می‌توان به باشگاه فوتبال کرو آلکساندرا، باشگاه فوتبال مکلسفیلد تاون، باشگاه فوتبال نیوکاسل تاون، باشگاه فوتبال استافورد رانجرز، و باشگاه فوتبال پورت ویل اشاره کرد.